# Alija Krnić
Alija Krnić (Алија Крнић, sinh 2 tháng 1 năm 1998) là một tiền đạo bóng đá Montenegro thi đấu cho FK Javor Ivanjica ở Serbian SuperLiga.

## Sự nghiệp
Sinh ra ở Podgorica, anh thi đấu cùng với FK Dečić ở Giải Hạng nhất Montenegro 2015–16. Sau đó anh ra nước ngoài, đến Tây Ban Nha và trải qua một mùa giải với AD Almudévar thi đấu ở Tercera División 2016-17. Vào mùa hè 2017 anh gia nhập câu lạc bộ Serbia FK Javor Ivanjica.